# Barbillus
Barbillus (Tiberius Claudius Balbilus) (ur. 2-3 r. n.e., zm. 79 n.e.) - rzymski astrolog, działający za czasów panowania Wespazjana. W Efezie odbyły się igrzyska na jego cześć.